# Lithiumtantalat
Lithiumtantalat ist eine chemische Verbindung aus der Gruppe der Tantalate.

## Vorkommen
Ein Lithiumtantalat kommt natürlich in Form des Minerals Lithiowodginit vor, wobei dieses jedoch die Formel LiTa3O8 besitzt und damit eine andere chemische Verbindung darstellt.

## Gewinnung und Darstellung
Lithiumtantalat kann durch Reaktion von Lithiumcarbonat mit Tantal(V)-oxid gewonnen werden.
{\displaystyle {\ce {Li2CO3 + Ta2O5 -> 2LiTaO3 + CO2 ^}}}

## Eigenschaften
Lithiumtantalat ist ein Feststoff. Es besitzt eine trigonale Kristallstruktur mit der Raumgruppe R3c (Raumgruppen-Nr. 161) und eine spezifische Wärmekapazität von 424 J/(K·kg). Es ist wie Lithiumniobat ferroelektrisch, linear elektrooptisch, piezoelektrisch und pyroelektrisch. Lithiumtantalat ist schwach doppelbrechend.
Lithiumtantalat besitzt eine Curie-Temperatur von 610 °C.

## Verwendung
Lithiumtantalatkristalle werden als elektrooptischer Güteschalter und Substrat für integrierte Optiken und Sensoren verwendet. Sie werden vor allem zur Realisierung von SAW-Bauelementen verwendet. In Verbindung mit Untersuchungen zur Pyrofusion wurde ein pyroelektrisches Kristall aus Lithiumtantalat als Spannungsquelle verwendet. Außerdem eignen sie sich aufgrund ihres nichtlinear-optischen Verhaltens als Frequenzkonverter für Licht.